# 디알텍
주식회사 디알텍은 대한민국의 의료기기 제조 기업이다.
디알텍은 지난 20여년 이상의 영상 진단 기술력을 토대로 디지털 의료의 미래를 제시하는 '디지털 진단영상 솔루션 기업'이다.
전세계 유일하게 모든 어플리케이션에 엑스레이 디텍터에서 시스템까지 토탈 솔루션을 제공하며, 차별화된 기술력과 경쟁력을 기반으로 지속 성장하고 있다. '디텍터-시스템-소프트웨어'가 하나의 플랫폼으로 연결된 최적의 조합을 구현함으로써, 고객에게 차별화 및 완벽한 진단 영상 솔루션을 제공하기 위해 매순간 노력하는 한국을 대표하는 기업 중 하나이다. 당사는 해외 매출비중이 약 80%로 글로벌 마켓 중심 경영을 하고 있다.
디알텍은 세계 최초로 디지털 맘모그래피 업그레이드 솔루션 '로즈엠(RoseM)'을 출시하여 시장영향력을 확대 중이다. 더불어 차별화된 맘모그래피 시스템(FFDM)용 디텍터로 맘모그래피 제품을 풀 라인업하였다. 간접방식 디텍터는 2013년에 출시하여 매년 매출이 증가하고 있다. 미국 동물용 시장점유율은 30% 이상으로 1위를 유지 중이며, 신제품 Equine용을 선진시장 중심으로 판매 확대 중이다. 기존 정지영상 제품과 더불어 치과용/수술용 동영상 디텍터 판매를 본격 확대하고 있다. 영상을 최적화해 저선량으로도 경쟁사 제품보다 선명한 영상을 획득할 수 있으며, 노이즈를 최소화한 영상처리 기술인 'DEPAI'로 글로벌 Top 시스템 업체로부터 높은 평가를 받고 있다.
시스템 사업의 경우, 포터블부터 모바일 시스템, 일반 촬영용 엑스레이 시스템까지 풀 라인업을 구축하여 '19년말 부터 국내에 매월 판매 중이며, 해외로까지 본격적으로 판매 확대 중이다. 금년 상반기에는 고객 니즈에 최적화한 인체용 시스템 '엑시스 덱시(EXSYS DEXi)를 개발하여 출시하였고, 국내외에 판매 확대하고 있다.
핵심부품사업(맘모그래피 디텍터)을 통해 고부가가치 맘모그래피 시스템 '아이디아 넥스(AIDIA Nex)'를 판매하고 있으며, 해외로 판매를 확대하고 있다. 선진사 대비 디자인 뿐만 아니라 성능면에서도 경쟁우위를 차지하고 있다. 이어서, 당사가 독자 개발하고 국내 KFDA 인증을 받은 'AIDIA Volve'와 3D 유방암 진단 시스템 'AIDIA LUXE'를 론칭하였다.
뿐만 아니라, 국내 KFDA 및 미국 FDA 인증을 받은 수술용 엑스레이 시스템(실시간 투시 조영장비) C-arm '엑스트론(EXTRON)'이 국내외 다수 병원에 판매 및 서비스 중이다.

## 연혁
- 2000년 03월 : 주식회사 디알텍(DRTECH Corporation) 설립
- 2002년 12월 : 2002 RSNA 전시회 첫 출품
- 2003년 09월 : 국내최초 및 세계5번째 디지털 엑스선 디텍터 개발 및 출시 (FLAATZ 시리즈)
- 2005년 03월 : Hologic社와 전략적 제휴 계약 체결
- 2005년 05월 : INNO-BIZ(기술혁신형 중소기업) 선정
- 2007년 11월 : 1천만불 수출의 탑 및 산업포장 수상 (한국무역협회)
- 2009년 01월 : 성남시 스타기업 선정
- 2009년 09월 : IR52 장영실상 수상 (대면적 의료용 디지털 엑스선 디텍터 - FLAATZ 시리즈)
- 2010년 09월 : BEST HRD 인증수여 (고용노동부)
- 2010년 11월 : 우수디자인상품 선정 (지식경제부)
- 2011년 06월 : ATC(우수기술연구센터) 선정 (지식경제부)
- 2012년 12월 : 2천만불 수출의탑 수상 (한국무역협회)
- 2013년 01월 : 서울세관 표창장 수상
- 2013년 05월 : DRTECH INC. (북미 CS 지사) 설립
- 2014년 08월 : 간접방식 디텍터 개발 및 출시 (EVS 시리즈)
- 2015년 11월 : 세계최초 맘모그래피(여성유방촬영용) 디지털 업그레이드 솔루션 개발 및 출시 (RoseM C 시리즈), DRTECH R&D Office America (미국 연락 사무소) 설립
- 2015년 12월 : 소프트웨어 품질대상 최우수상 수상 (정보통신산업진흥원)
- 2016년 04월 : DRTECH Corporation Turkey Liaison Office (터키 영업/CS 사무소) 설립
- 2016년 05월 : 산업용 디텍터 개발 및 출시 (EXTREAM 시리즈), DRTECH Shanghai Co., Ltd. (중국 판매 법인) 설립
- 2016년 06월 : 히든챔피언 특허경영 우수기업 선정 (한국지식재산전략원)
- 2016년 07월 : IR52 장영실상 수상 (맘모그래피 디지털 리트로핏 솔루션 - RoseM C 시리즈)
- 2016년 12월 : IP-R&D 산업통상부장관상 수상 (특허청), 코스닥시장(KOSDAQ) 주식 상장 (한국거래소), DRTECH R&D Office America (미국 연락 사무소) 청산
- 2017년 02월 : DRTECH North America Inc. (북미 판매 법인) 설립
- 2017년 03월 : iF 디자인 어워드 2017 본상 수상 (독일 인터내셔널 포럼 디자인)
- 2017년 04월 : DRTECH Europe GmbH (유럽 판매 법인) 설립
- 2017년 06월 : DRTECH Corporation Taiwan Branch (대만 영업 지사) 설립
- 2017년 09월 : DRTECH Imaging Technology Changzhou Co., Ltd. (중국 제조/판매 법인) 설립
- 2018년 03월 : 성남상공대상 기술품질대상 수상 (성남상공회의소)
- 2018년 04월 : 글로벌 강소기업 선정 (중소벤처기업부)
- 2018년 12월 : 대한민국 신성장경영대상 산업통상자원부 장관상 수상 (매일경제)
- 2019년 09월 : DRTECH In Japan Co., Ltd. (일본 판매 법인) 설립
- 2019년 12월 : 세계최초 IGZO 타입 동영상 디텍터 개발 및 출시 (EXPEED 시리즈), 3천만불 수출의탑 수상 (한국무역협회), The Representative Office Of DRTECH Corporation Limited In  Hanoi City (베트남 영업/CS 사무소) 설립, 인체용 엑스레이 시스템 출시 (EXSYS 시리즈)
- 2020년 03월 : 주식회사 씨텍메디칼 지분을 인수하여 자회사로 편입, IR52 장영실상 수상 (직접방식 울트라화질 맘모그래피 디텍터 - RoseM UD 시리즈), 레드닷 디자인 어워드 2020 본상 수상 (독일 노르트하임 베스트팔렌 디자인센터)
- 2020년 04월 : IDEA 디자인 어워드 2020 본상 수상 (미국 산업디자이너협회)
- 2020년 05월 : 2020년 강소기업 선정 (고용노동부), 유방암 진단 시스템(Full Field Digital Mammography) 개발 및 출시 (AIDIA 시리즈)
- 2020년 09월 : 2020년 범부처전주기의료기기연구개발사업 선정 (범부처전주기의료기기연구개발사업단)
- 2020년 10월 : 2020년 소재ㆍ부품ㆍ장비 강소기업 100 선정 (중소벤처기업부)
- 2021년 04월 : iF 디자인 어워드 2021 본상 수상 (독일 인터내셔널 포럼 디자인)
- 2021년 05월 : 혁신기업 국가대표 1000 '건강/진단 분야' 선정 (중소벤처기업부, 금융위원회)
- 2021년 06월 : 2021 대한민국 지속가능혁신리더 대상 국회 상임위원장 '딥러닝/AI 부문' 표창 (머니투데이)
- 2021년 08월 : 2021 AI 코리아 대상 국회 과학기술정보방송통신위원장 '글로벌진출 분야' 수상 (이데일리)
- 2021년 11월 : 세계최초 산업용 벤더블ㆍ커브드 디텍터 개발 및 출시 (EXTREAM FleX 시리즈)
- 2022년 09월 : EDA 인간공학 디자인상 'Best of Best Award' 수상 (대한인간공학회)
- 2022년 12월 : 2023년 청년친화강소기업 선정 (고용노동부)
- 2023년 01월 : 제1공장 확장 및 양산
- 2023년 03월 : 2차전지 검사용 동영상 디텍터 개발 및 출시 (EXTREAM 2832R)
- 2023년 07월 : 2023년 대한민국 강소기업대상 '중소벤처기업연구원 원장상' 수상 (파이낸셜뉴스)
- 2023년 08월 : 수술용 엑스레이 시스템(C-arm, 실시간 투시 조영장비) 개발 및 출시 (EXTRON 시리즈)
- 2023년 09월 : 3D 유방암 진단 시스템(Digital Breast Tomosynthesis) KFDA 인증 확보 (AIDIA LUXE 시리즈)
- 2023년 11월 : 유럽 최상위권 치과용 엑스레이 업체에 동영상 디텍터 납품 확정
- 2023년 12월 : IR52 장영실상 수상 (산업용 벤더블ㆍ커브드 디텍터 - EXTREAM FleX 시리즈), 청년친화강소기업 선정 (고용노동부)
- 2024년 03월 : 유럽 상위권 치과용 엑스레이 업체에 동영상 디텍터 납품 확정
- 2024년 05월 : 유방암 진단 시스템(Full Field Digital Mammography) 개발 및 출시 (AIDIA Volve 시리즈), 인체용 엑스레이 시스템 개발 및 출시 (EXSYS DEXi 시리즈)

## 재무
2024년 140억원 규모의 전환사채를 발행하였다